# マリオ・レデスマ

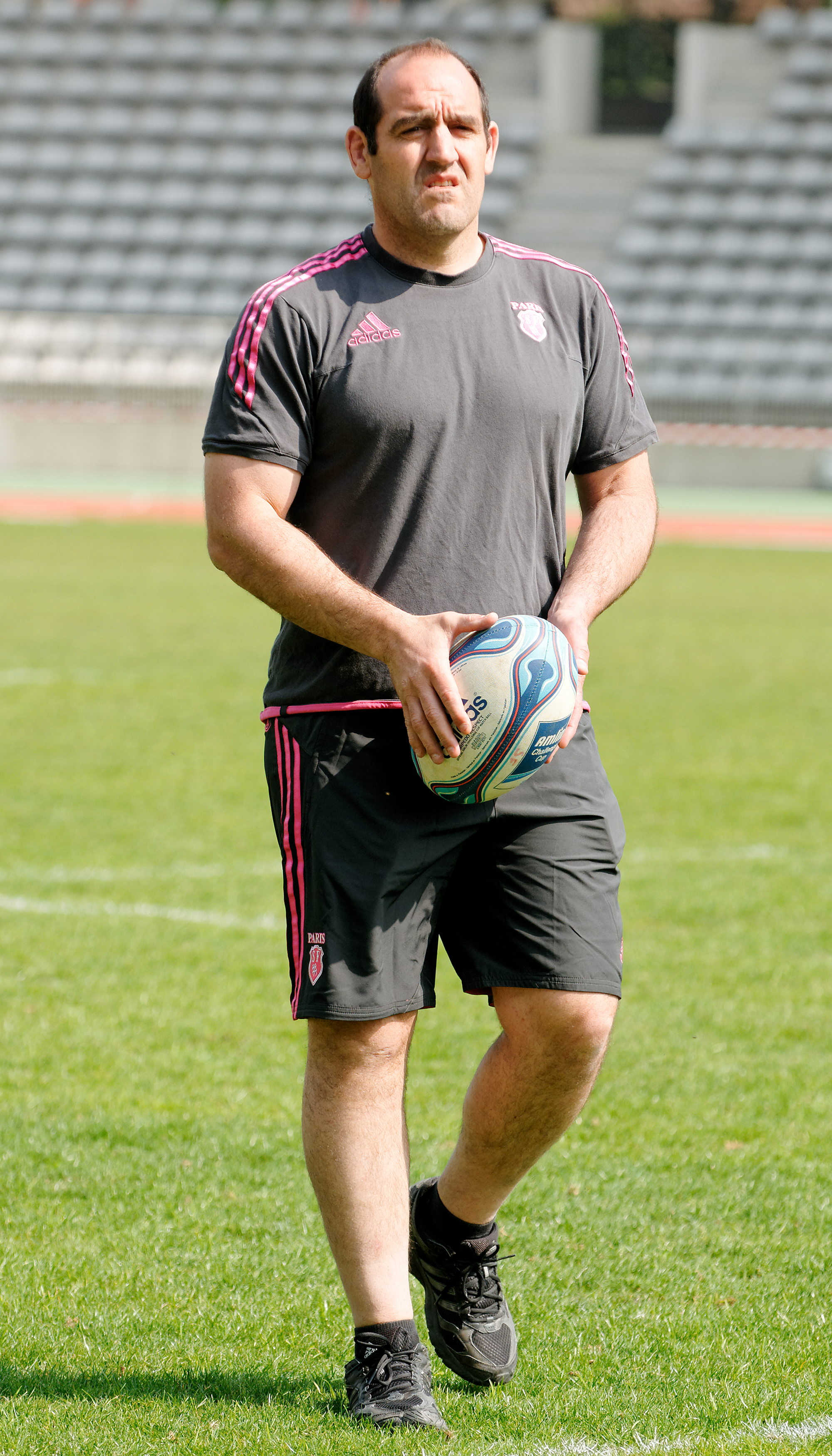
マリオ・レデスマ

マリオ・エセキエル・レデスマ・アロセナ（Mario Ezequiel Ledesma Arocena、1973年3月17日 - ）は、アルゼンチンのラグビー指導者。

## プロフィール
- ブエノスアイレス出身。
- ポジションはフッカー(HO)。
- アルゼンチン代表通算キャップ数は84。

## 来歴
2005年よりフランス選手権トップ14のチームASMクレルモン・オーヴェルニュに所属。1996年にアルゼンチン代表に初招集された。ラグビーワールドカップに4度の出場経験がある。